# Ariobàrzanes III Èusebes
Ariobàrzanes III Èusebes Filoromà (grec antic: Ἀριοϐαρζάνης Εὐσεϐής Φιλορώμαιος, Ariobarzánēs Eusebḗs Philorṓmaios: 'Ariobàrzanes el Pietós, amic de Roma') va ser rei de Capadòcia. Era fill d'Ariobàrzanes II Filopàtor, a qui va succeir cap a l'any 52 aC o 51 aC quan va morir assassinat.
Quan Ciceró era procurador a Cilícia, el va protegir d'una conspiració que s'havia format contra ell i el va mantenir al seu regne, especialment contra l'oposició dels reis-sacerdots de Comana que tenien el segon càrrec del país. Segons Ciceró, el rei era pobre i va demanar a Pompeu i a Brutus grans quantitats de diners en préstec.
En la guerra entre Juli Cèsar i Pompeu va ajudar el darrer amb 500 genets. Cèsar després el va perdonar i encara li va cedir alguns territoris i el va protegir dels atacs del rei Farnaces II del Pont.
Va morir assassinat l'any 42 aC per Cassi, que el va acusar de conspirar contra ell a l'Àsia.